# 产业组织理论
产业组织（英語：industrial organization）理论，研究市场在不完全竞争条件下的企业行为和市场构造，是個體經濟學中的一个重要分支。

## 主要内容
现代產業組織理論相当程度上依靠賽局理論，并主要包括以下几个方面：

### 市场的构造和组织
- 市场形式-完全竞争、獨占性竞争、獨佔、寡佔、产品的異質化；
- 产业集中度、併購、進入障礙；

### 技术和市场构造
- 研究开发（研發）、兼容性、标准

### 营销
- 广告、产品质量、耐久期间、保障
- 定价战术、市场战术
- 價格差异化

### 信息的作用
- 政府补贴、政府管制、搜寻理论

## 一些概念
- 非合作賽局-静态賽局-动态賽局-重复賽局
- 古诺竞争
- 伯川德竞争
- 斯塔克伯格竞争
- 网络外部性